# Лиссах
Лиссах (нем. Lyssach) — коммуна в Швейцарии, в кантоне Берн.
Входит в состав округа Бургдорф. Население составляет 1435 человек (на 31 декабря 2006 года). Официальный код — 0415.